# Nikola Severović
Nikola Severović (Belanovo Selo, Rasinja, 11. svibnja 1911. – Ludbreški Ivanac, 13. srpnja 1943.), sudionik narodnooslobodilačke borbe i narodni heroj Jugoslavije. 

## Životopis
Rođen je 1911. godine u Belanovu Selu kod Rasinje, u siromašnoj obitelji. Poslije završene osnovne škole, ostao je u selu i bavio se zemljoradnjom. Neposredno prije Drugog svjetskog rata, zaposlio se kao lugar.
Kada je nakon okupacije Jugoslavije 1941., započeo oružani ustanak u njegovom kraju, Severović je pomagao partizanima. Zbog toga su ga, polovicom 1942. godine, uhitile ustaše. Kad je nakon tri mjeseca pušten iz zatvora, priključio se Kalničkom partizanskom odredu. Iste godine postao je član Komunističke partije Jugoslavije.
Nakon sudjelovanja u prvim borbama kao mitraljezac, postao je zapovjednik voda, zatim zapovjednik čete, a svibnja 1943. godine, zapovjednik 2. bojne Kalničkog odreda. Borio se na područjima Slavonije, Podravine, Moslavine i Hrvatskog zagorja.
Nakon borbi u Velikom Pogancu, 13. srpnja 1943., njegova bojna je napadnuta u selu Ludbreški Ivanac. Nikola Severović je u toj borbi poginuo. Pokopan je u selu Veliki Poganac gdje mu je postavljena i spomen-bista.
Ukazom predsjednika Federativne Narodne Republike Jugoslavije Josipa Broza Tita, 27. studenog 1953. godine, proglašen je narodnim herojem Jugoslavije.